# Urelytrum
Urelytrum  es un género  de plantas herbáceas de la familia de las gramíneas o poáceas. Es originario del sur de África tropical y Madagascar.

## Especies
| - Urelytrum agropyroides - Urelytrum annuum - Urelytrum auriculatum - Urelytrum coronulatum - Urelytrum digitatum - Urelytrum fasciculatum - Urelytrum giganteum - Urelytrum gracilius - Urelytrum henrardii - Urelytrum humbertianum - Urelytrum isalense | - Urelytrum madagascariense - Urelytrum monostachyum - Urelytrum muricatum - Urelytrum pallidum - Urelytrum semispirale - Urelytrum setaceosubulatum - Urelytrum squarrosum - Urelytrum stapfianum - Urelytrum strigosum - Urelytrum thyrsioides - Urelytrum vanderystii |